# 爆発ポルカ
『爆発ポルカ』（ドイツ語: Explosions-Polka）作品43は、ヨハン・シュトラウス2世が1847年に作曲したポルカ。シュトラウスの初期作品の中で、最も人気があるものの一つである。

## 解説
表題は1840年にドイツの科学者クリスチアン・フリードリヒ・シェーンバインが綿火薬、つまりニトロセルロースを発明したことにちなんで名付けられたものである。かなり後の1846年になってからウィーンの報道陣はこの発見を熱心に報じ、このおかげで多くの生成物が「爆発性に」できると書いていた。1847年の謝肉祭には「爆発的」が若者の流行語になり、イベント名としても多用された。
シュトラウスは流行にあわせて目新しいものをとりあげた作品を複数残しており、このポルカはそのひとつである。「爆発ポルカ」は1847年2月8日にヨーゼフシュタット劇場のシュトラウスホールで行われた'Lust-Explosionsfest'(「楽しい爆発まつり」)というチャリティコンサートのために作られた。
このポルカは全曲にわたってたくさんの爆発を思わせる効果を取り入れており、とくに曲の最後には大きな爆発音が入る。